# Katja Mihočinović
Katja Mihočinović bila je hrvatska hazenašica. Igrala je za jugoslavensku reprezentaciju s kojom je osvojila zlatno odličje na SP-u u Londonu. Bila je članicom zagrebačke Concordije. Radila je kao službenica. Nije igrala s izabranim sastavom u finalu, nego se je samo pridružila.